# 582. pehotni polk (Wehrmacht)
Za druge 582. polke glejte 582. polk.
582. pehotni polk (izvirno nemško Infanterie-Regiment 582) je bil eden izmed pehotnih polkov v sestavi redne nemške kopenske vojske med drugo svetovno vojno.

## Zgodovina
Polk je bil ustanovljen 15. novembra 1940 kot polk 13. vala na področju Turingije iz delov 187. in 173. pehotnega polka; polk je bil dodeljen 319. pehotni diviziji.
30. decembra 1942 je bila ustanovljena 14. četa; strojnične čete pehotnih bataljonov so bile reorganizirane 7. oktobra 1942 v strelske čete. 
15. oktobra 1942 je bil polk preimenovan v 582. grenadirski polk.